# سورامين
السورامين (بالإنجليزية: Suramin)‏ من الأدوية المضادة للطفيليات، طوّره أوسكار دريسيل وريتشارد كوثي من مؤسسة باير الألمانية عام 1916، ولا يزال يباع من قبل باير تحت الاسم التجاري جيرمانين. احتفظت باير بصيغته كسرّ لأسباب تجارية، لكن تمّ نشرها وتوضيحها عام 1924 من قبل إيرنست فورنو وفريقه من معهد باستور.:378-379
إنه من قائمة الأدوية الأساسية لمنظمة الصحة العالمية، وهي قائمة لمعظم الأدوية الهامة الضرورية لنظام صحي أساسي.

## الاستخدامات الطبية

### الأوليات
- الأوالي: فهو يستخدم لعلاج الإنسان مرض النوم الناجم عن المثقبيات[8]

### الديدان الطفيلية
عند الإصابة بالديدان تم استخدامه في علاج داء كلابية الذنب.

## الآثار الجانبية
أكثرها شيوعاً الغثيان والإقياء. يعاني 90% من المرضى من طفح شروي يزول خلال عدة أيام دون الحاجة لإيقاف العلاج. هناك احتمال أكثر من 50% لحصول أذية قشر كظرية، لكن نسبة أقل ستحتاج لتعويض ستيروئيدات قشرية مدى الحياة. من الشائع لدى المرضى حدوث نخز أو تنمّل للبشرة بسبب السورامين. يسبب السورامين اغمقاق البول وهو أمر مؤذٍ. يجب تحذير المرضى من ذلك لكيلا يصابوا بالذعر.

## الصفات الكيميائية
الصيغة الجزيئية للسورامين هي C51H40N6O23S6. وهو جزيء متناظر تقع في مركزه المجموعة الوظيفية للبولة (NH–CO–NH). يحتوي ثمان حلقات بنزن، أربع منها ثنائية (نفثالين)، وأربع مجموعات أميدية (بالإضافة للبولة) وست مجموعات حمض السلفوني، مع ست شوارد صوديوم على مجموعات السلفونات عوضاً عن الهيدروجينات.

## الأبحاث
- تمت دراسة السورامين كعلاج محتمل لسرطان البروستات في تجربة سريرية.[10]
- تمت دراسته في نموذج فأري من أجل التوحد.[11][12][13]

## وصلات خارجية
- Suramin bound to proteins in the بنك بيانات البروتينات
- Drug information
- Suramin, drug information by JBC Online
- Suramin in treating patients with recurrent bladder cancer
- National Cancer Institute